# (5238) Naozane
(5238) Naozane (1990 VE2) – planetoida z pasa głównego asteroid okrążająca Słońce w ciągu 3,43 lat w średniej odległości 2,27 j.a. Odkryta 13 listopada 1990 roku.